# Nieves Hidalgo
Nieves Hidalgo de la Calle (Madrid, 26 de enero) es una escritora española de novela romántica.

## Biografía
Nieves Hidalgo de la Calle nació un 26 de enero en Madrid, España. Empezó a escribir en los 80, para sus conocidos, pero no fue hasta veinte años después que se puso en contacto con varias editoriales. En 2008 Ediciones B publicó su primera novela. Actualmente ha dejado su trabajo para escribir a tiempo completo. En 2010 el Círculo de Lectores la incluyó en su catálogo de escritoras románticas, convirtiéndose así en la primera escritora española de novela rosa publicada por éste.
Nieves está casada con Carlos, y tiene un hijo Christian.

## Premios
- Premio Dama 2009 a la mejor novela romántica nacional del año por Amaneceres cautivos.[3]

### Novelas independientes
- Lo que dure la eternidad (2008/03)
- Orgullo sajón (2009/04)
- Hijos de otro barro (2010/02)
- Luna de oriente (2010/10)
- Noches de Karnak (2011/02)
- Magnolia (2011/12)
- La página rasgada (2012/04)
- Tierra salvaje (2013/01)
- Lobo (2014/02)
- Alma vikinga (2015/02)
- A las ocho, en el Thyssen
- Lady Ariana
- Tres capas, máxima suavidad

### Cautivos
1. Amaneceres cautivos (2009/06)
2. Destinos Cautivos (2014)

### Caribe
1. El Ángel Negro (2011/05)
2. Dime si fue un engaño (2015)

### McKenna
1. Brumas (2011/05)
2. Palabra de escocés (2021)

### Saga Los Gresham
1. La bahía de la escocesa (2012/05)
2. Reinar en tu corazón (2013/04)
3. Lágrimas negras (2014/06)

### Un romance en Londres
1. Rivales de día, amantes de noche (2018)
2. Ódiame de día, ámame de noche (2019)
3. Días de ira, noches de pasión (2020)
4. Lili, la intrépida hija del duque (2019)
5. Alex, la indómita sobrina del conde (2020)